# Territoriale Entwicklung Zürichs

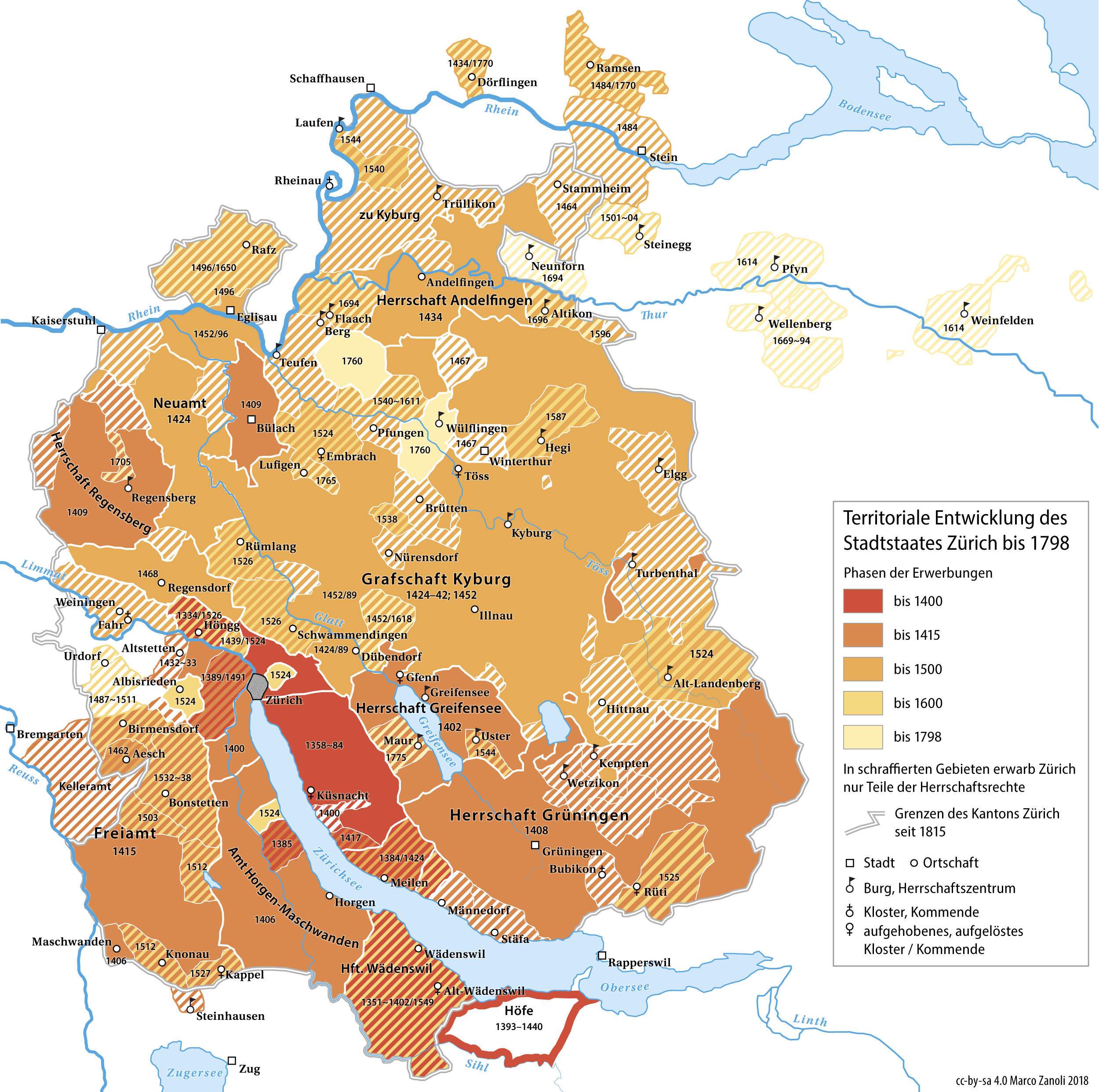
Karte der Entwicklung des Stadtstaates Zürich bis 1798

## Erwerbungen der Stadt
Die Stadt Zürich sicherte zuerst ihren Einfluss ausserhalb ihrer Mauern durch die Vergabe von Pfahlbürgerrechten an hunderte Bewohner umliegender Dörfer und Kleinstädte und den Abschluss von Burgrechten mit benachbarten Adligen und Klöstern. So mit den Johanniterkomtureien Bubikon, Wädenswil, und Küsnacht, den Klöstern Rüti, Kappel, Einsiedeln, Wettingen, St. Blasien, Allerheiligen-Schaffhausen, Pfäfers, Schänis, Wurmsbach, Tänikon und Rheinau. Weltliche Herren im Burgrecht mit Zürich waren u. a. die Grafen von Rapperswil, die Landenberg, Bonstetten, Hinwil, Tengen, und die Meyer von Knonau.
Ein weiteres Mittel zur Ausdehnung des städtischen Einflusses war der Erwerb von Herrschaftsrechten durch städtische Adelsgeschlechter. So besassen die Mülner die Vogtei über Stadelhofen, Zollikon und Küsnacht; die Brun diejenige über Niederhasli und Mettmenhasli im Glattal, über Stäfa, Uetikon, Pfäffikon SZ, Freienbach und Wollerau und über Thalwil am Zürichsee. Unter Bürgermeister Rudolf Brun begann Zürich, direkt Untertanengebiete zu erwerben. Dies wurde dadurch möglich, dass die Habsburger aus Geldnot ihren rechtsrheinischen Besitz in kleineren Bestandteilen an unbedeutende Adelsgeschlechter verpfändeten. An der Wende des 14. zum 15. Jahrhundert kamen etliche dieser Adelsgeschlechter ihrerseits in Geldnot und gaben ihre habsburgischen Pfandschaften gegen Geld an die Stadt Zürich weiter. Die Stadt gelangte so in einen ausgedehnten Landbesitz, der von Habsburg nicht mehr losgekauft werden konnte.
Nach 1365 erwarb die Stadt Wiedikon, Wollishofen, Wipkingen, Zürichberg, Hottingen, Oberstrass und Unterstrass. 1358 von den Mülner Stadelhofen und Zollikon, 1384 Küsnacht, Meilen von der Freifrau von Ebersberg und Höngg vom Kloster Wettingen. Im folgenden Jahre kam Thalwil hinzu, 1393 die Höfe Freienbach, Wollerau, Pfäffikon SZ und Bäch von Hans von Schellenberg. Im Jahre 1400 erfolgte die Erwerbung von Erlenbach. 1402 kaufte die Stadt das Amt Greifensee von den Grafen von Toggenburg, 1405 Männedorf von den Gessler, 1406 Maschwanden, Eschenbach und Horgen von den Herren von Hallwyl, 1408 die Herrschaft Grüningen von den Gesslern, 1409 das Amt Regensberg samt dem Städtchen Bülach von den Habsburgern. Im Zusammenhang mit dem von König Sigismund ausgerufenen Reichskrieg gegen den habsburgischen Herzog Friedrich IV. von Österreich eroberte Zürich das Kelleramt, das Freiamt Affoltern, Birmensdorf, Aesch und Steinhausen. Ebenfalls mit Unterstützung Sigismunds erhielt Zürich 1424 die habsburgischen Reichspfandschaften Kyburg, Embrach und Kloten und 1434 die Herrschaft Andelfingen von den Landenberg. 1432 erwarb die Stadt das Dorf Altstetten. Weiter machte die Stadt ihr Hoheitsrecht über alle Gebiete geltend, mit deren Besitzern sie in einem Burgrecht stand, z. B. über die Gerichtsherrschaften Rüschlikon, Meilen, Fluntern und Albisrieden des Chorherrenstifts Grossmünster. Nach der Reformation gingen die Besitzungen der säkularisierten Klöster und Stifte in den Besitz der Stadt über.
Wenn der Rat ein Gebiet für Zürich kaufte, liess er die bestehende Verwaltung in der Regel bestehen. So wurde jede Erwerbung zu einem eigenen Verwaltungsbezirk, einer sogenannten Vogtei. Allerdings bestand nicht einmal innerhalb der Vogteien eine Rechtseinheit, da einzelne Gemeinden oder Herrschaften jeweils spezielle «althergebrachte» Rechte oder Privilegien besassen, die nicht oder nur schwerlich angetastet werden konnten. Es wurde nach der Art der Verwaltung einer Vogtei unterschieden zwischen Ober- und Landvogteien. Obervogteien waren in der Regel kleiner und näher an der Stadt gelegen, während Landvogteien grösser waren und oft über mehr Hoheitsrechte verfügten. Weiter waren die Vogteien in «Innere» und «Äussere» Vogteien eingeteilt. Erstere unterstanden in Rechtssachen zumeist dem städtischen Ratsgericht. Letztere waren Teil einer Landvogtei, die über eigene Zivilgerichte, Kyburg und Grüningen sogar über eigene Hochgerichte verfügten. Einige «Äussere» Obervogteien unterstanden sogar den «auswärtigen» Hoch- und Blutsgerichten der Landvogteien Thurgau bzw. Baden.
Die Zeit nach der Reformation beendete die stürmische Phase der militärischen Expansion der Alten Eidgenossenschaft und damit auch des Territoriums der Stadt Zürich. Weitere Erwerbungen erfolgten bis 1798 nur noch durch Kauf, z. B. der Herrschaften Laufen (1544), Wädenswil (1549), Steinegg (1583), Weinfelden und Pfyn (1614), Sax-Forstegg (1615), Neunforn, Wellenberg und Hüttlingen (1693). Im Fall der zürcherischen Besitzungen in den eidgenössischen Landvogteien Baden und Thurgau gelang allerdings nur die Erwerbung des Niedergerichts, so dass sie nicht in das eigentliche Hoheitsgebiet der Stadt fielen.

## Die Vogteien und Gerichtsherrschaften Zürichs

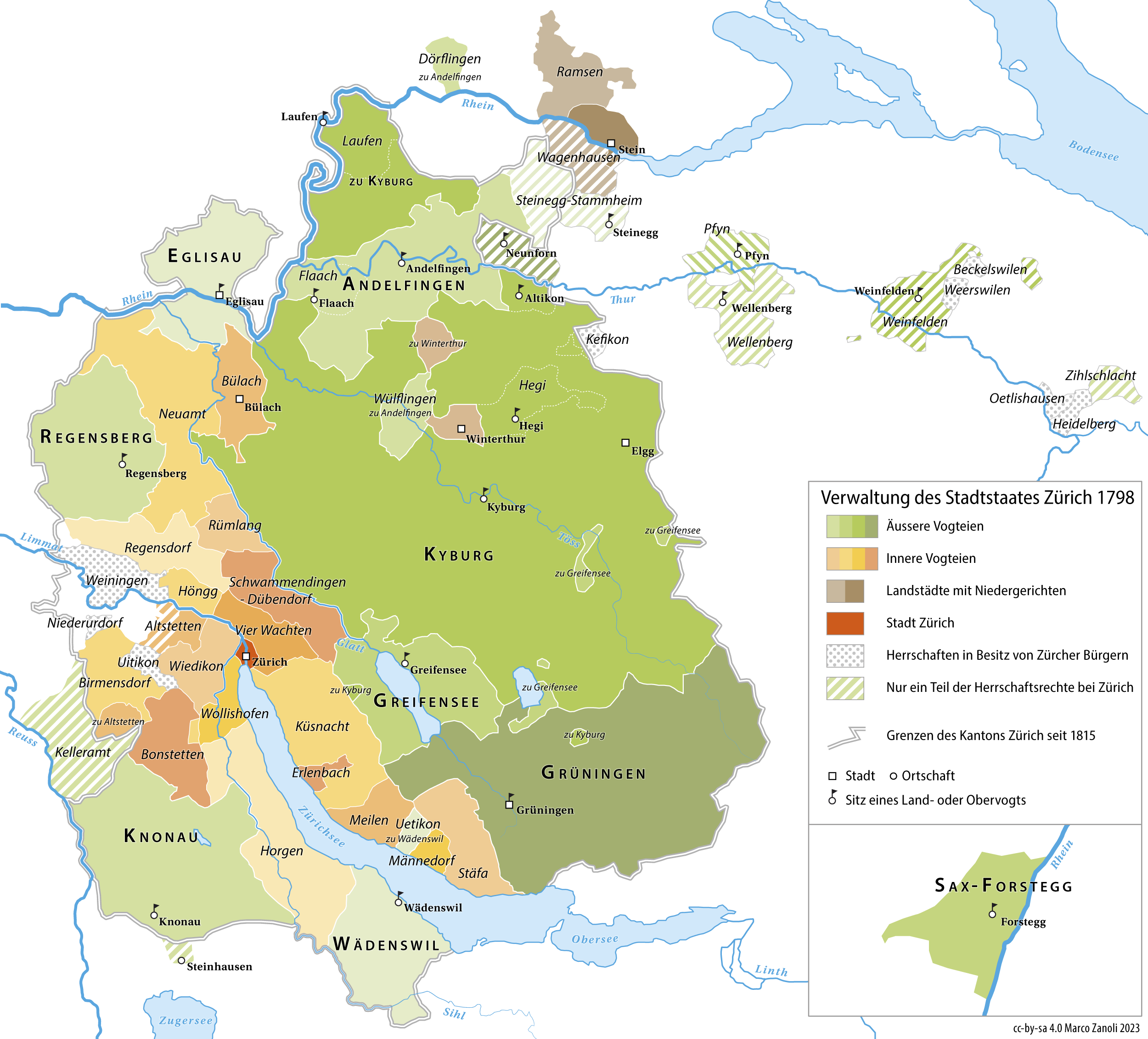
Die Verwaltungsgliederung des Zürcher Stadtstaats bis 1798

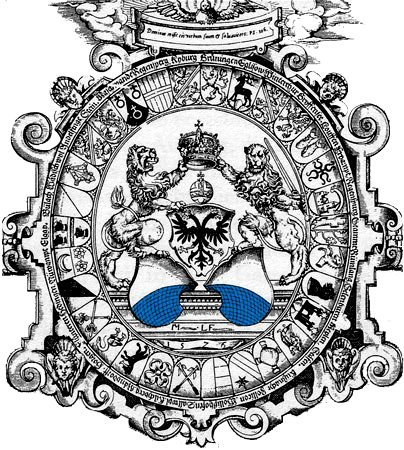
Wappen der Reichsstadt Zürich, umkränzt von den Wappen der Vogteien, aus dem Murerplan 1576

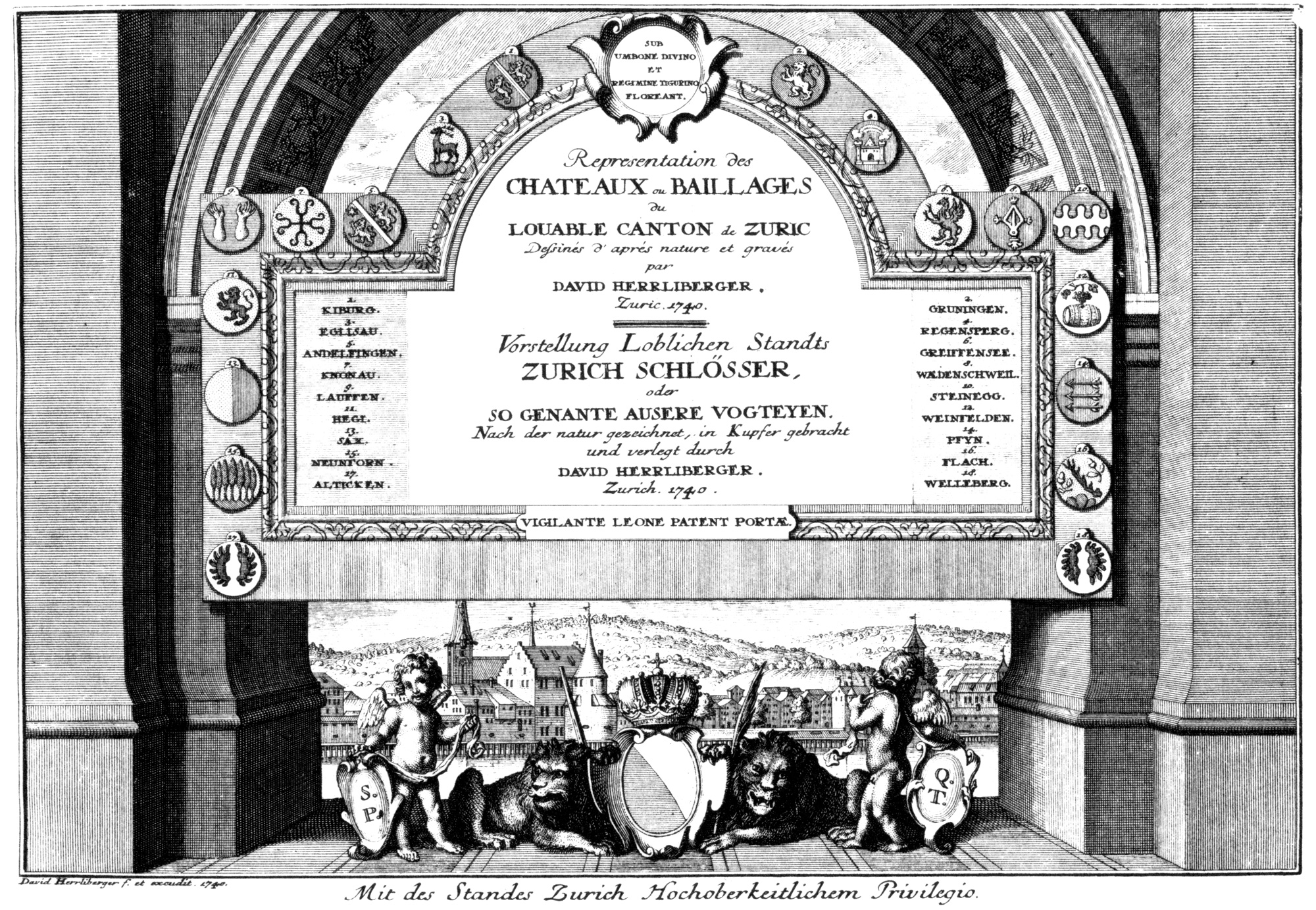
Die Wappen der Äusseren Vogteien auf der Titelseite von David Herrlibergers Publikation über die Landvogteischlösser Zürichs

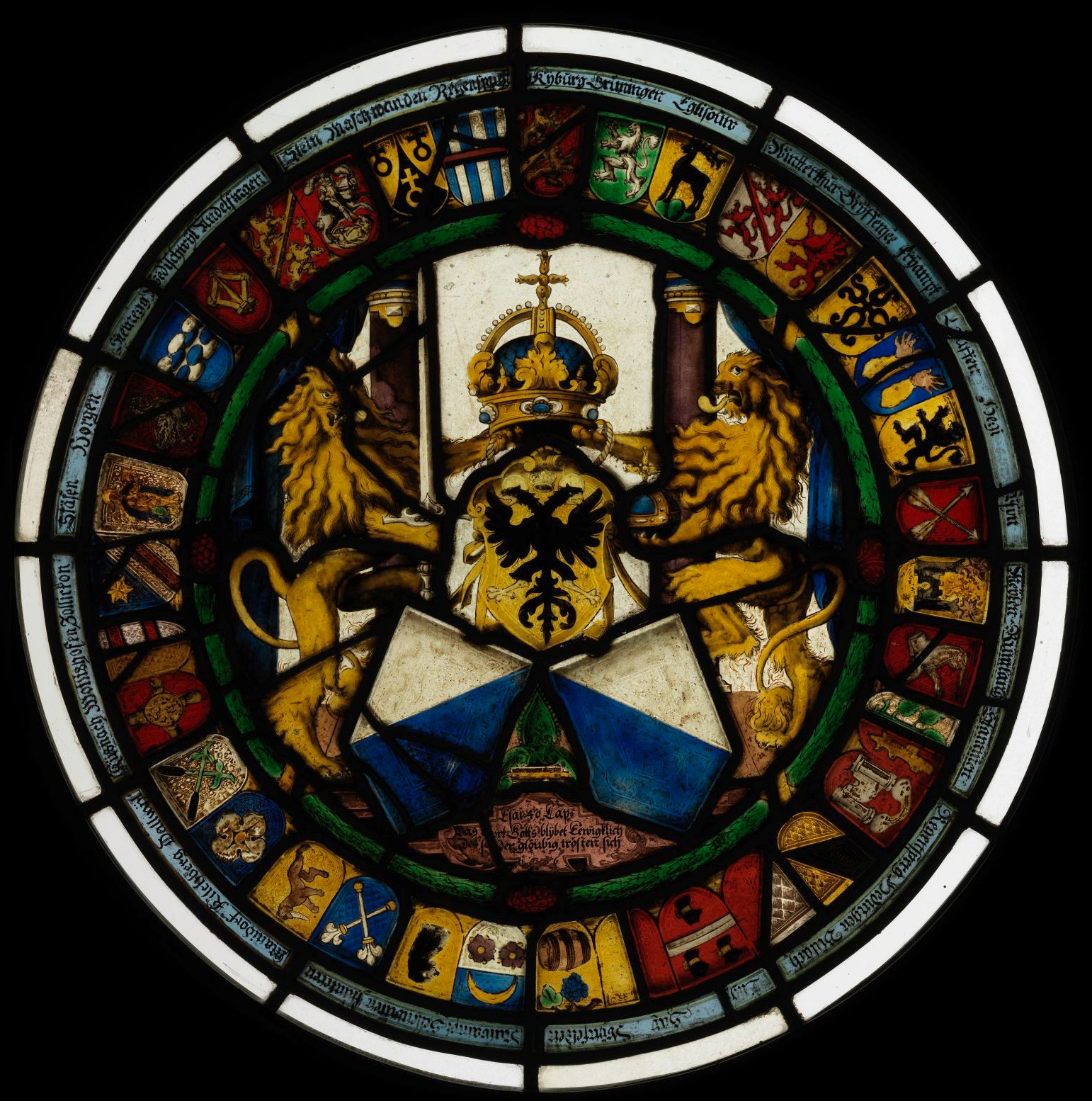
Züricher Ämterscheibe um 1616 mit den Wappen der Vogteien und Ämter

### Innere Vogteien
Die Inneren Vogteien wurden von Mitgliedern des Kleinen Rates verwaltet, die ihren Sitz in der Stadt beibehielten. Zwei Obervögte lösten bei unbeschränkter Amtszeit sich in einem jährlichen Turnus gegenseitig ab. Die meisten Obervogteien waren – im Gegensatz zu den Landvogteien – eher flächenmässig klein, manche umfassten nur eine Gemeinde. Neben der Stadt Zürich besassen in den Vogteien sowohl Privatpersonen, Adelsgeschlechter als auch das Grossmünsterstift, das Fraumünsterstift, die Klöster Pfäfers, Einsiedeln, Kappel, St. Blasien, Wettingen, Rheinau der Bischof von Konstanz sowie die Städte Bremgarten und Zug Teile der Gerichtsbarkeit, der Steuerrechte oder das Mannschaftsrecht.
Die folgenden Obervogteien waren als Innere Vogteien bezeichnet. Die Aufzählung folgt der zeitgenössischen Reihenfolge im 18. Jahrhundert, die Wappen folgen den in zeitgenössischen Karten und Wappenschweiben verwendeten Darstellungen der Wappen.
- Obervogtei Altstetten (mit Aesch als Exklave; Blutgerichtsbarkeit teilweise: Landvogtei Baden)
- Obervogtei Regensdorf
- Obervogtei Bülach (ab 1412; nach 1424 reduziert auf den Stadtbann von Bülach: Stadt Bülach, Bachenbülach, Niederflachs, Nussbaumen)
- Obervogtei Neuamt
- Obervogtei Rümlang
- Obervogtei Dübendorf (umfasst später auch Stettbach und ab 1615 auch Schwamendingen)
- Obervogtei Höngg
- Obervogtei Horgen
- Obervogtei Wollishofen
- Obervogtei Wiedikon (umfasst ab 1526 auch Albisrieden)
- Obervogtei Stäfa
- Obervogtei Männedorf
- Obervogtei Meilen
- Obervogtei Erlenbach
- Obervogtei Küsnacht
- Obervogtei Vier Wachten (umfasst ab 1526 auch Fluntern, ab 1637 auch Wipkingen)
- Obervogtei Birmensdorf (Hohe Gerichtsbarkeit teilweise: Landvogtei Baden)
- Obervogtei Bonstetten
- Obervogtei Ebmatingen

Nur zeitweise existierten:
- Obervogtei Wipkingen (1637 an die Obervogtei Vier Wachten angeschlossen)
- Obervogtei Schwamendingen (mit Oerlikon, 1615 an die Obervogtei Dübendorf angeschlossen)
- Obervogtei Maschwanden-Freiamt (ab 1512 Teil der Landvogtei Knonau; Niedergericht im Kelleramt: Stadt Bremgarten, in Steinhausen: Stadt Zug)
- Obervogtei Stammheim (ab 1464, Blutgericht: Landvogtei Thurgau; ab 1583 Äussere Vogtei)

### Äussere Vogteien
Die Äusseren Vogteien wurden in der Regel durch Mitglieder des Grossen Rates besetzt. Nur Kyburg als bedeutendste Landvogtei wurde zeitweise mit einem Mitglied des Kleinen Rats bestellt, das dafür aber für die Amtszeit aus dem Rat ausschied. Im Gegensatz zu den Obervogteien bestand für die Landvögte eine Residenzpflicht in der Vogtei, meist in einem speziell dafür zur Verfügung stehenden Schloss. Die Amtszeit der Landvögte betrug seit 1543 sechs Jahre. Zwei Obervögte amtierten auch in den Äusseren Vogteien in einem jährlichen Turnus, seit dem 16. Jahrhundert amtieren die beiden sich ablösenden Vögte kollegial. Ihre Amtszeit war nicht beschränkt.
Die folgenden Landvogteien und Obervogteien wurden als Äussere Vogteien bezeichnet. Die Aufzählung folgt der zeitgenössischen Reihenfolge im 18. Jahrhundert, die Wappen folgen den in zeitgenössischen Karten und Wappenschweiben verwendeten Darstellungen der Wappen.
- Landvogtei Kyburg (umfasst das Hohe Gericht über die Obervogteien Laufen, Flaach, Hegi, Altikon)
- Landvogtei Grüningen (ab 1406/16)
- Landvogtei Eglisau (ab 1496)
- Landvogtei Regensberg (1409/17)
- Landvogtei Andelfingen (1465–1473 zur Landvogtei Kyburg, ab 1482 Landvogtei; Blutgericht in Dörflingen bis 1770: Herren von Tengen; ab 1761 Unterstellung der Herrschaft Wülflingen-Buch)
- Landvogtei Greifensee (ab 1402)
- Landvogtei Knonau (ab 1512, Vereinigung der früheren Obervogtei Maschwanden-Freiamt mit den Gerichtsherrschaften Hedingen und Knonau)
- Landvogtei Wädenswil (1549/50)
- Obervogtei Laufen (ab 1540/44, nur Niederes Gericht, in der Landvogtei Kyburg)
- Obervogtei Steinegg
- Obervogtei Hegi (ab 1587, nur Niederes Gericht, Teil der Landvogtei Kyburg)
- Obervogtei Weinfelden (ab 1614, Niederes Gericht, in der Gemeinen Herrschaft Thurgau)
- Landvogtei Sax-Forstegg
- Obervogtei Pfyn (ab 1614, Niederes Gericht, Hohe Gerichtsbarkeit: Landgrafschaft Thurgau)
- Obervogtei Neunforn (ab 1693, nur Niederes Gericht; Hohe Gerichtsbarkeit: Landgrafschaft Thurgau)
- Obervogtei Flaach (ab 1694, nur Niederes Gericht, Teil der Landvogtei Andelfingen)
- Obervogtei Wellenberg-Hüttlingen (ab 1694, nur Niederes Gericht, Hohe Gerichtsbarkeit: Landgrafschaft Thurgau)
- Obervogtei Altikon (ab 1696, nur Niederes Gericht, in der Landvogtei Kyburg)
- Obervogtei Stammheim-Steinegg (ab 1583, Vereinigung von Stammheim mit Herrschaft Steinegg; Hohe Gerichtsbarkeit: Landgrafschaft Thurgau)

### Gerichtsherrschaften ausserhalb der Vogteien
- Gerichtsherrschaft Wülflingen-Buch (Niedere und Hohe Gerichtsbarkeit: Private Bürger von Zürich; ab 1761 zu Landvogtei Andelfingen)
- Gerichtsherrschaft Uitikon-Nieder-Urdorf (Hohe Gerichtsbarkeit: Landvogtei Baden, Niedere Gerichtsbarkeit: Private Bürger von Zürich, Steuer- und Mannschaftsrecht: Zürich)
- Gerichtsherrschaft Weiningen-Oetwil (Hohe Gerichtsbarkeit: Landvogtei Baden, Niedere Gerichtsbarkeit: Private Bürger von Zürich, Steuer- und Mannschaftsrecht: Zürich)
- Gerichtsherrschaft Kefikon (Niedere Gerichtsbarkeit: Private Bürger von Zürich)
- Gerichtsherrschaft Lufingen (Hohe Gerichtsbarkeit: Landvogtei Kyburg, Niedere Gerichtsbarkeit: Private Bürger von Zürich, Feudalherr: Zürich)
- Gerichtsherrschaft Maur (Hohe Gerichtsbarkeit: Landvogtei Greifensee, Niedere Gerichtsbarkeit: Private Bürger von Zürich)

### Weitere zu Zürich gehörende Gebiete
- Stadt Winterthur (ab 1467 Hoheit von Zürich) mit Untertanengebiet Hettlingen
- Stadt Stein am Rhein (ab 1463/84 Hoheit von Zürich)
  - Ramsen (ab 1539 Niederes Gericht, Hohes Gericht ab 1770 bei Zürich)
  - Wagenhausen (ab 1575 Niederes Gericht; Hohe Gerichtsbarkeit: Landgrafschaft Thurgau)

## Galerie der Vogteisitze des Stadtstaats Zürich

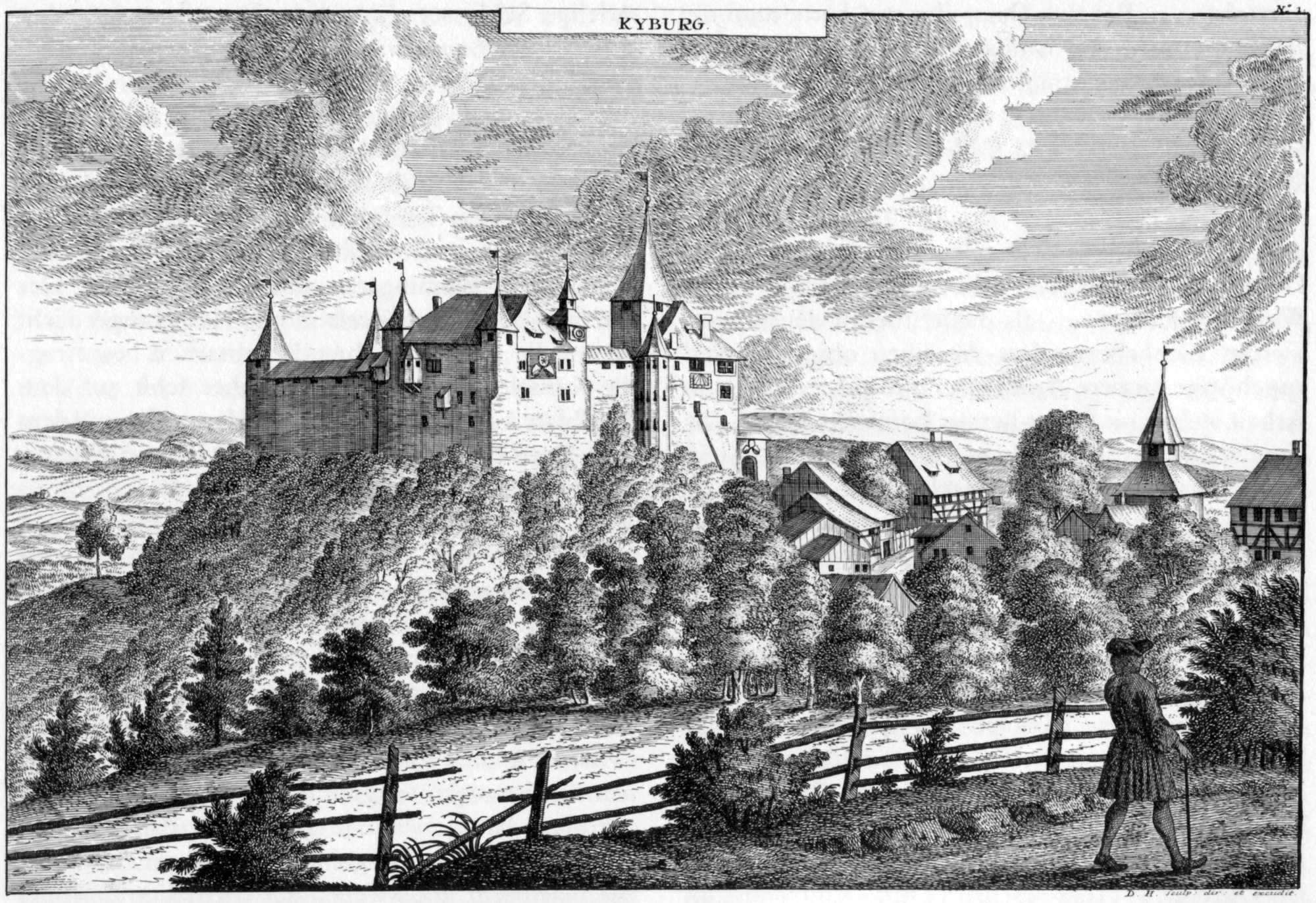
Schloss Kyburg, Residenz des Landvogts der Grafschaft Kyburg
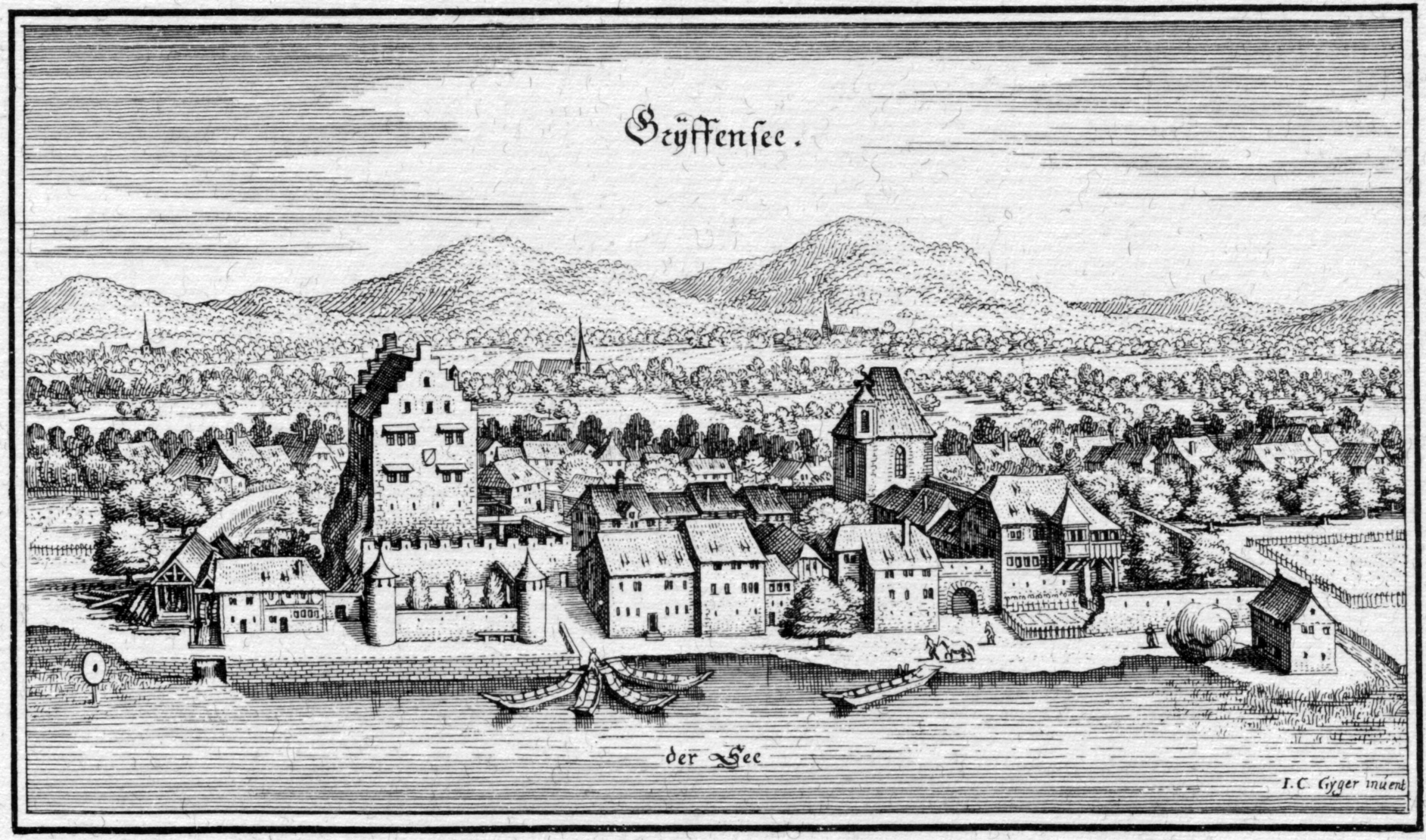
Schloss Greifensee, Residenz des Landvogts der Herrschaft Greifensee
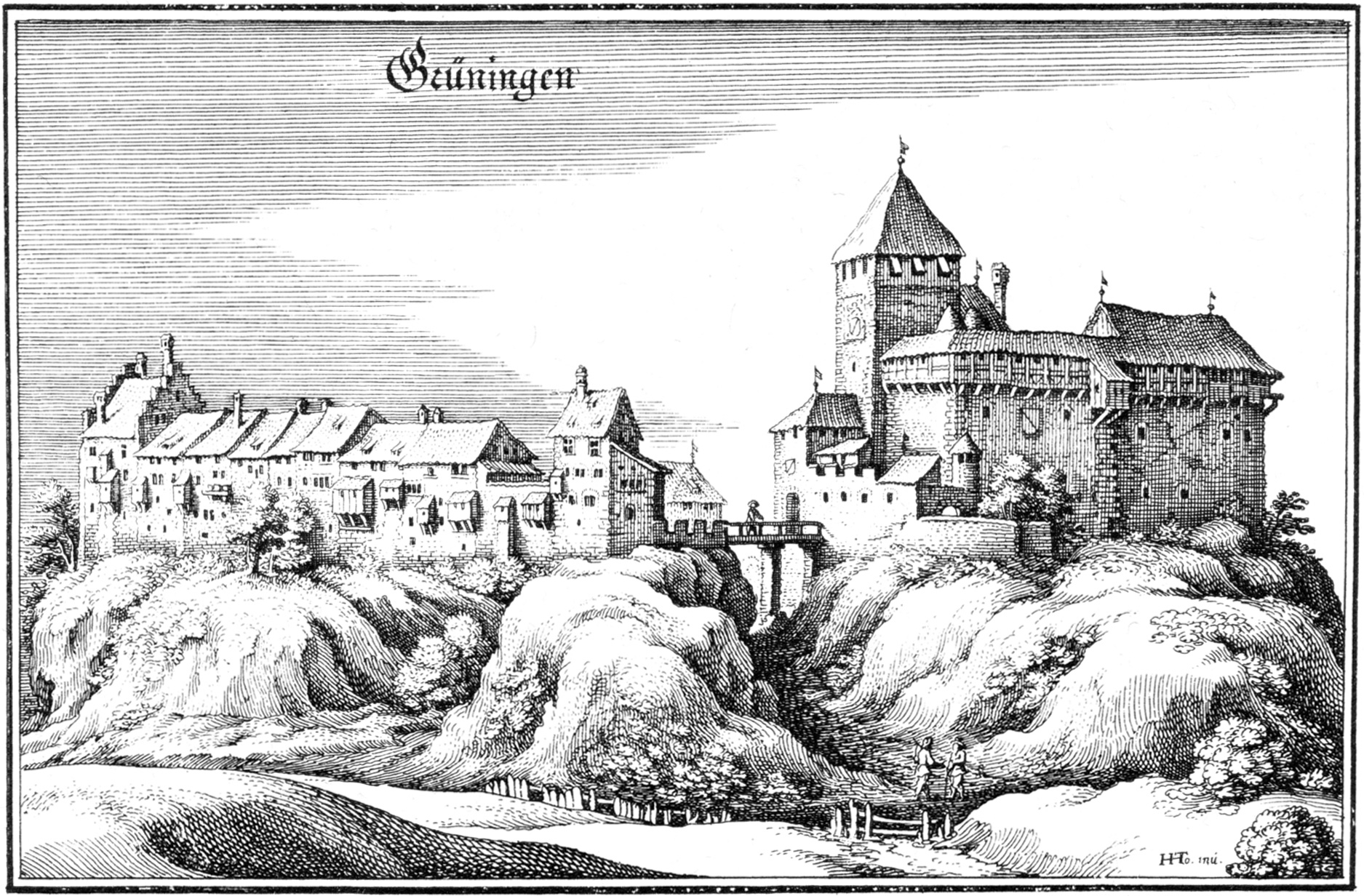
Schloss Grüningen, Residenz des Landvogts der Herrschaft Grüningen
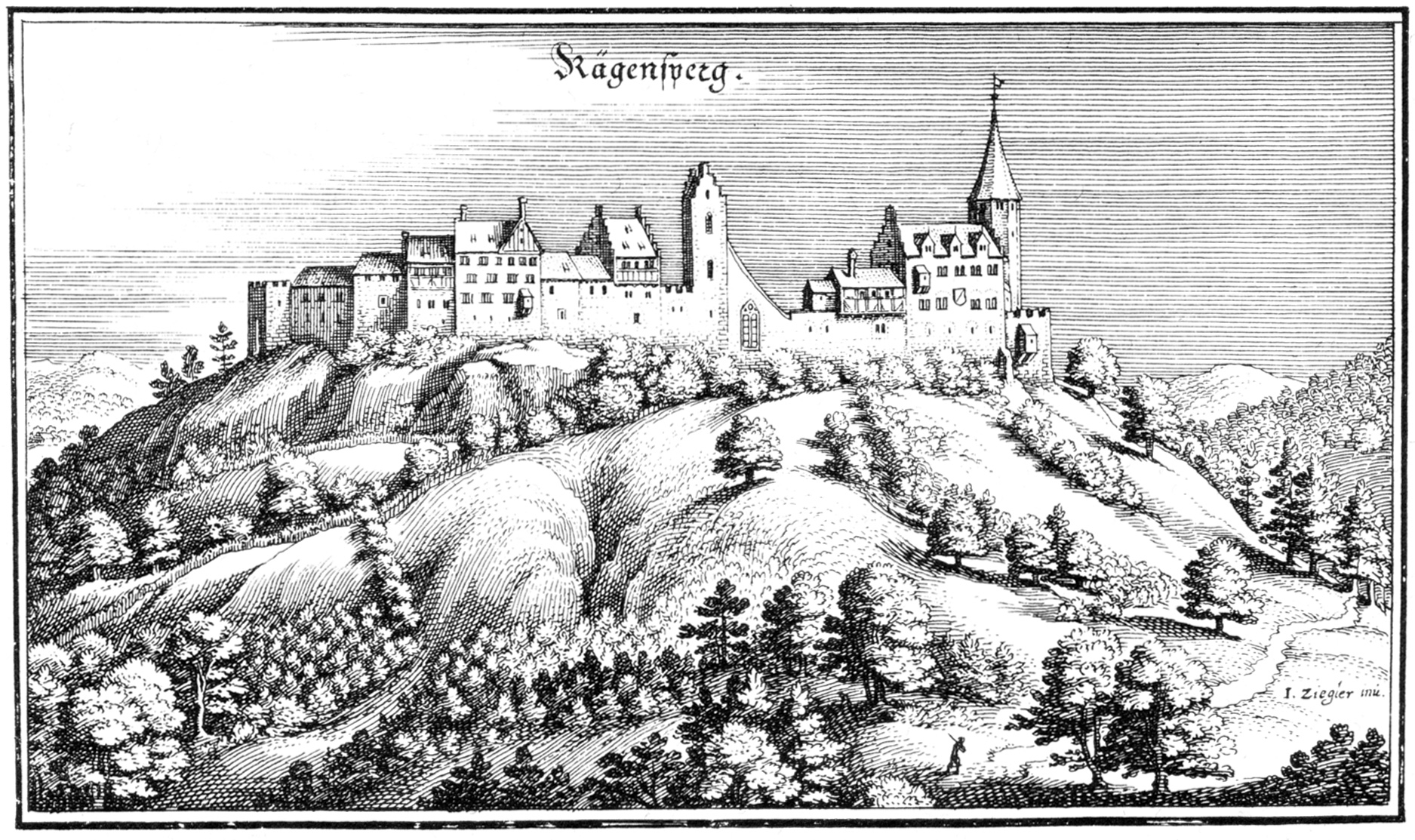
Schloss Regensberg, Residenz des Landvogts der Herrschaft Regensberg
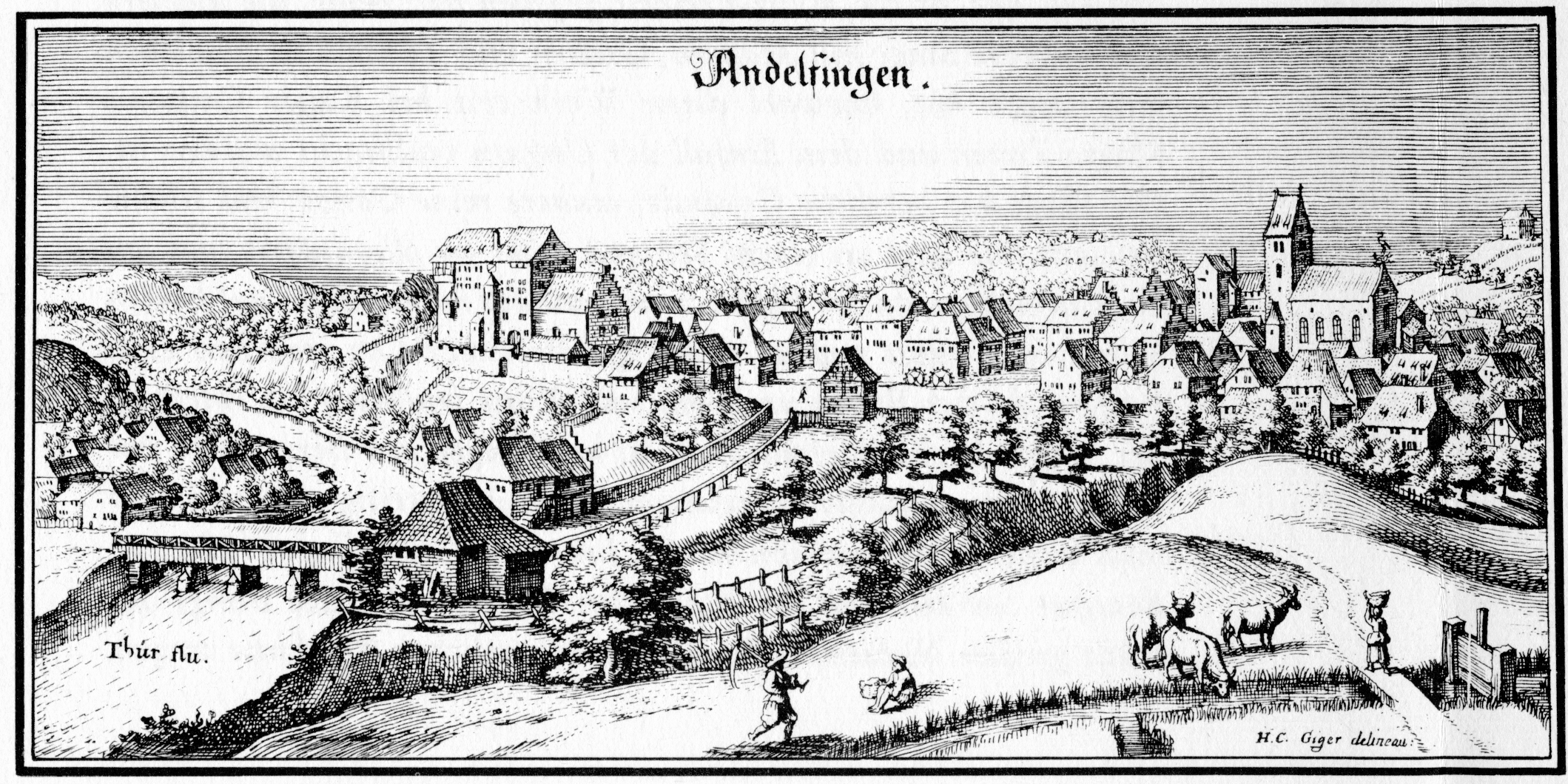
Schloss und Markflecken Andelfingen, Residenz des Landvogtes von Andelfingen

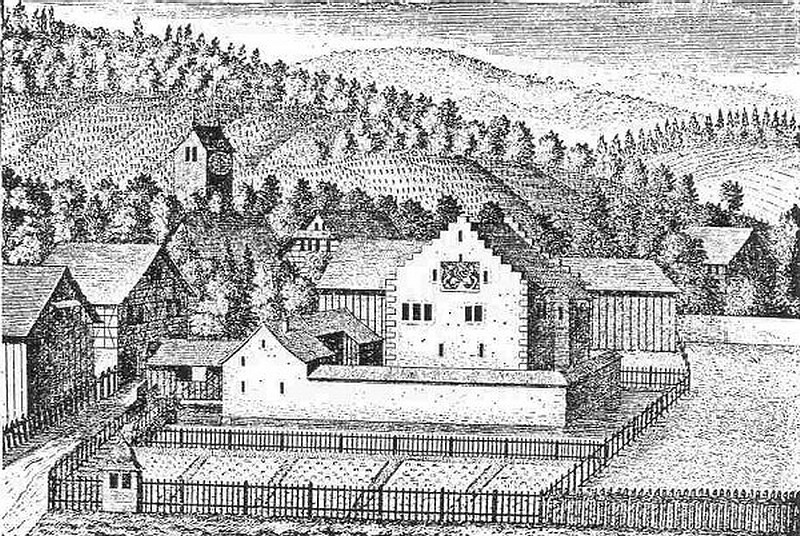
Schloss Knonau, Residenz des Landvogts von Knonau
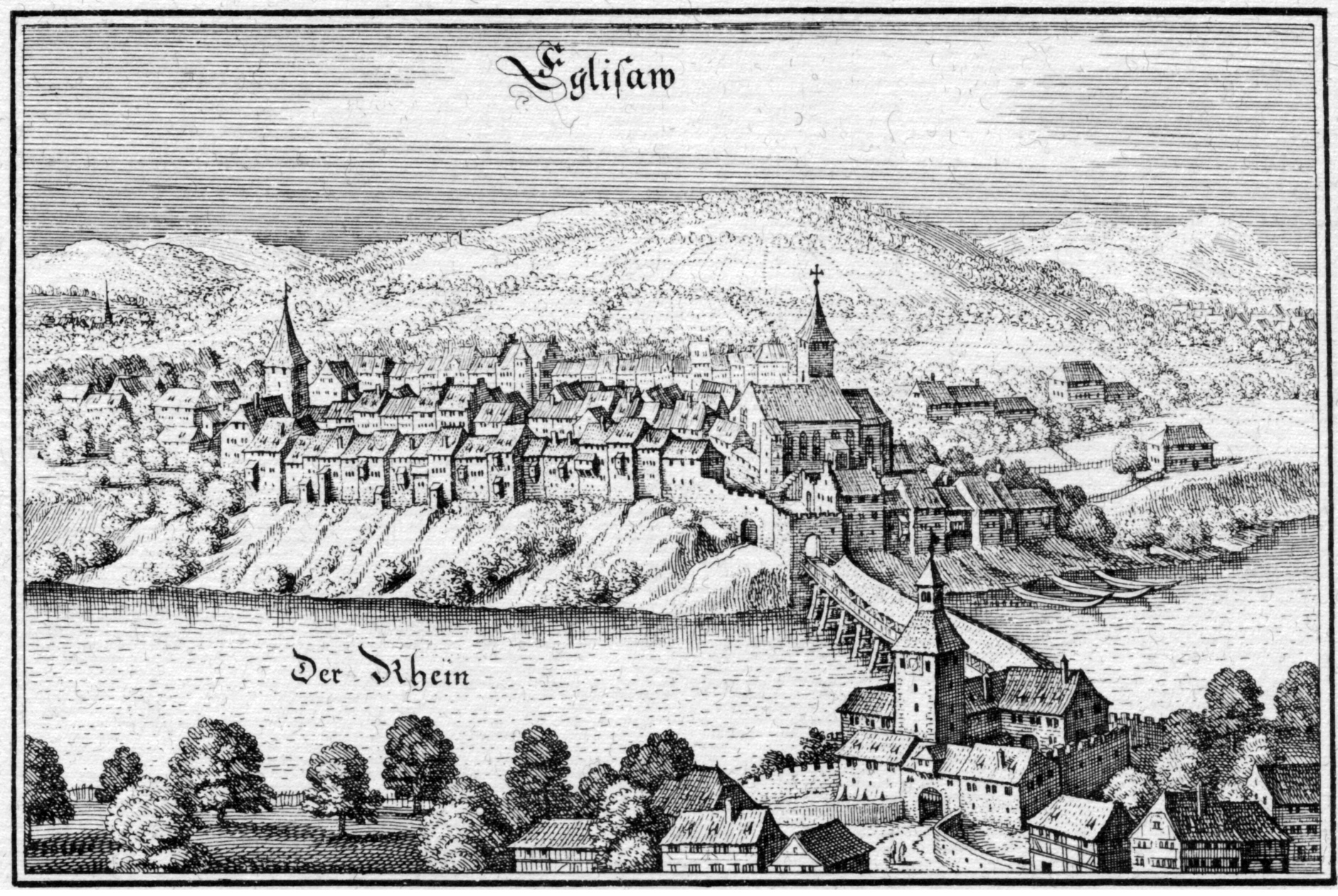
Schloss Eglisau, Residenz des Landvogtes von Eglisau
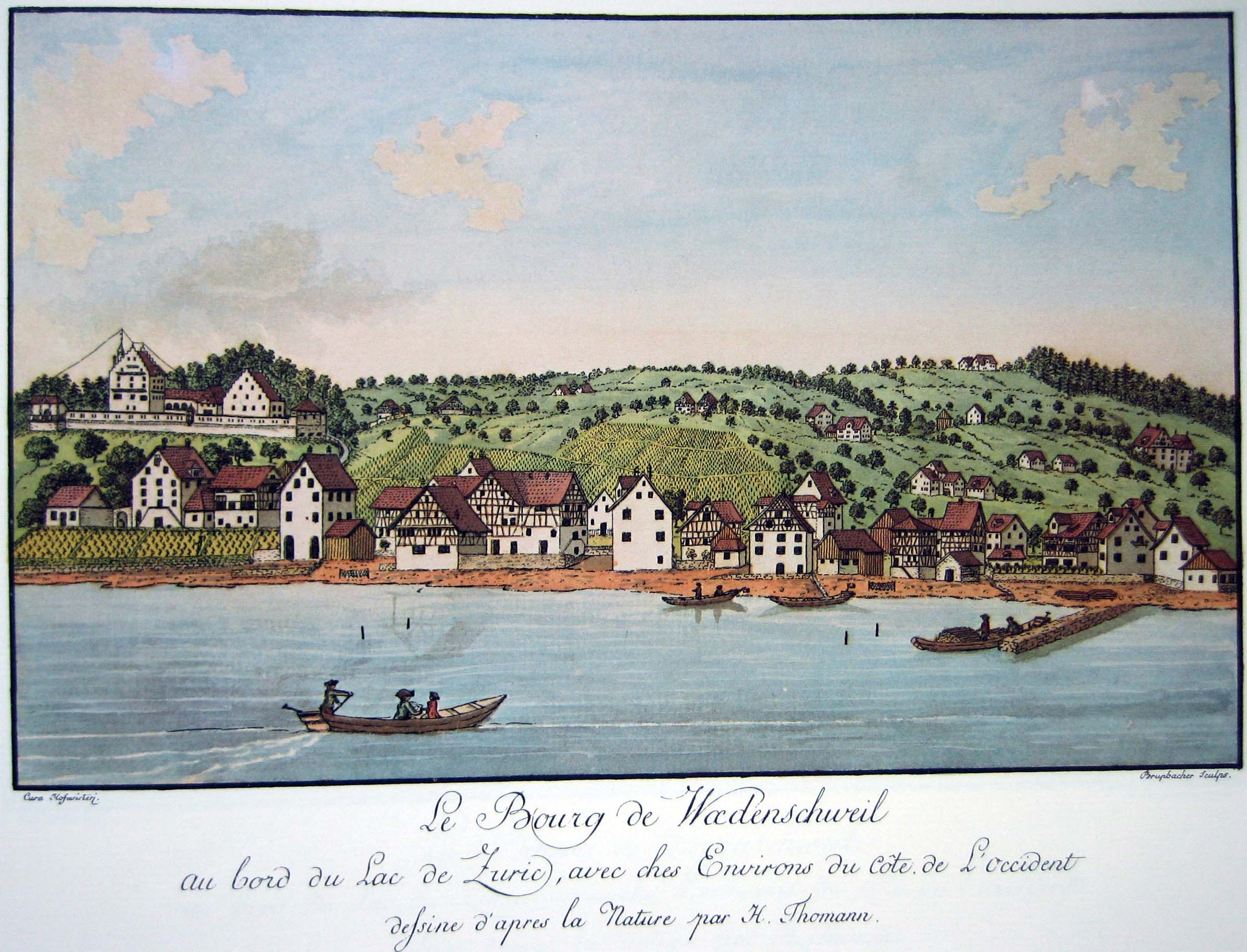
Schloss Wädenswil, Residenz des Landvogts von Wädenswil
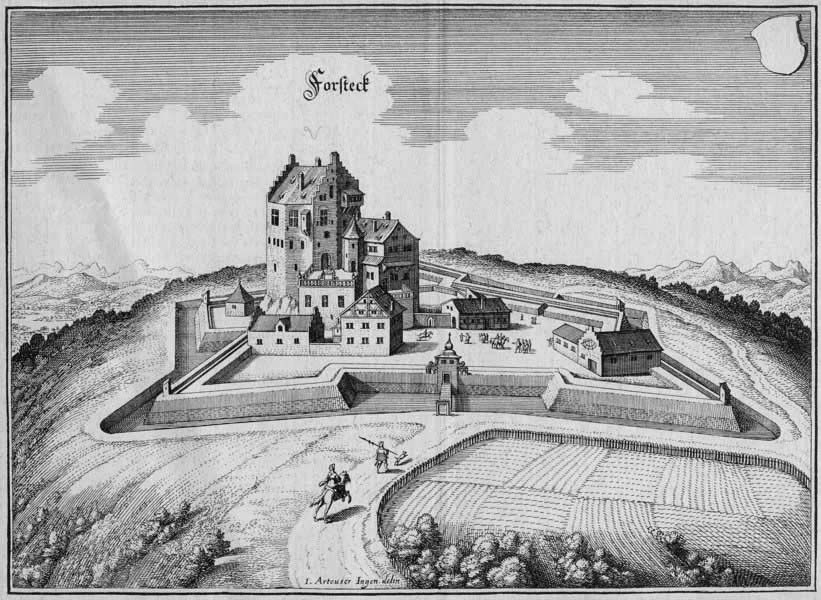
Schloss Forstegg im Rheintal, Residenz des Landvogtes der Herrschaft Hohensax
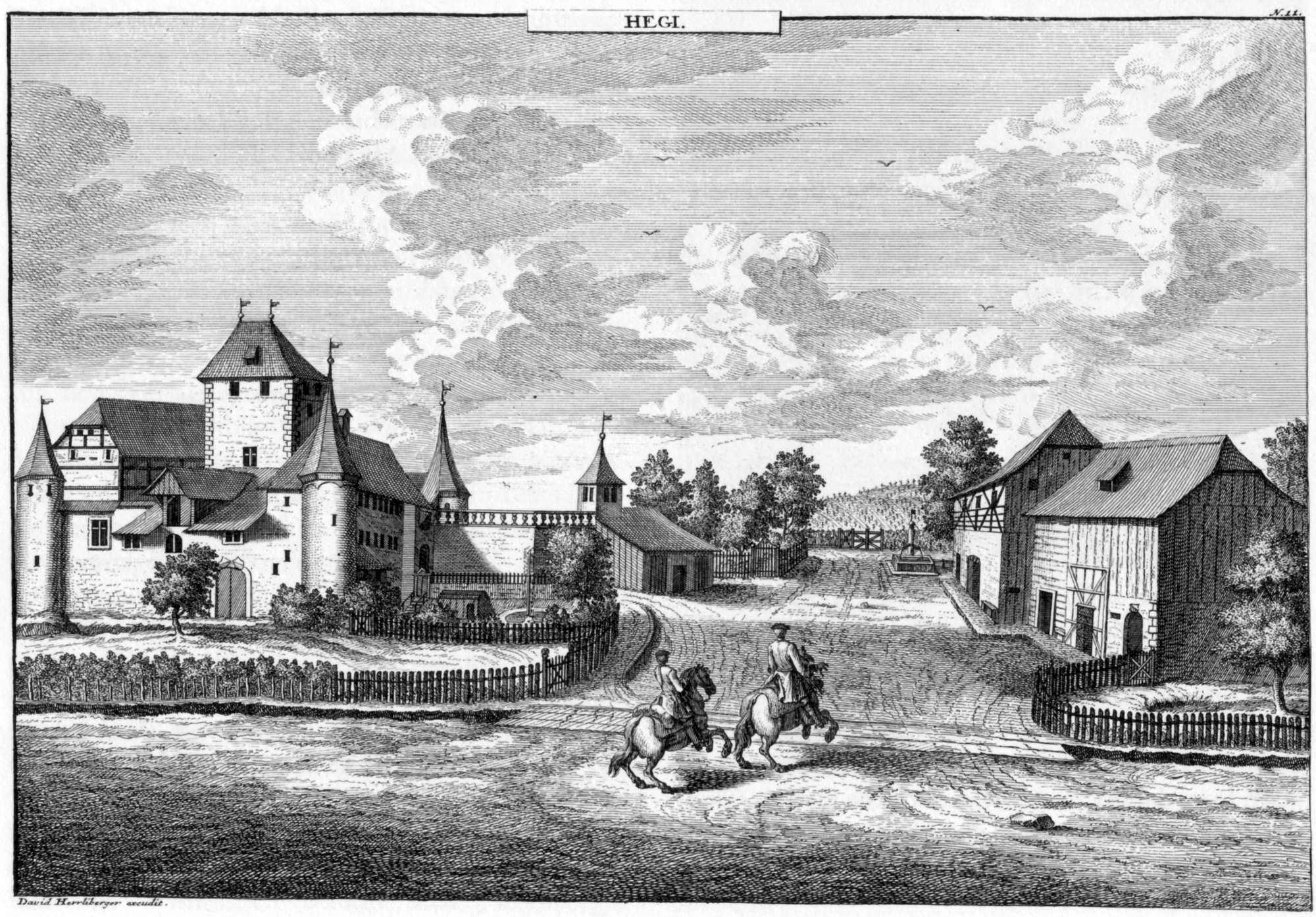
Schloss Hegi, Residenz des Obervogts der Gerichtsherrschaft Hegi
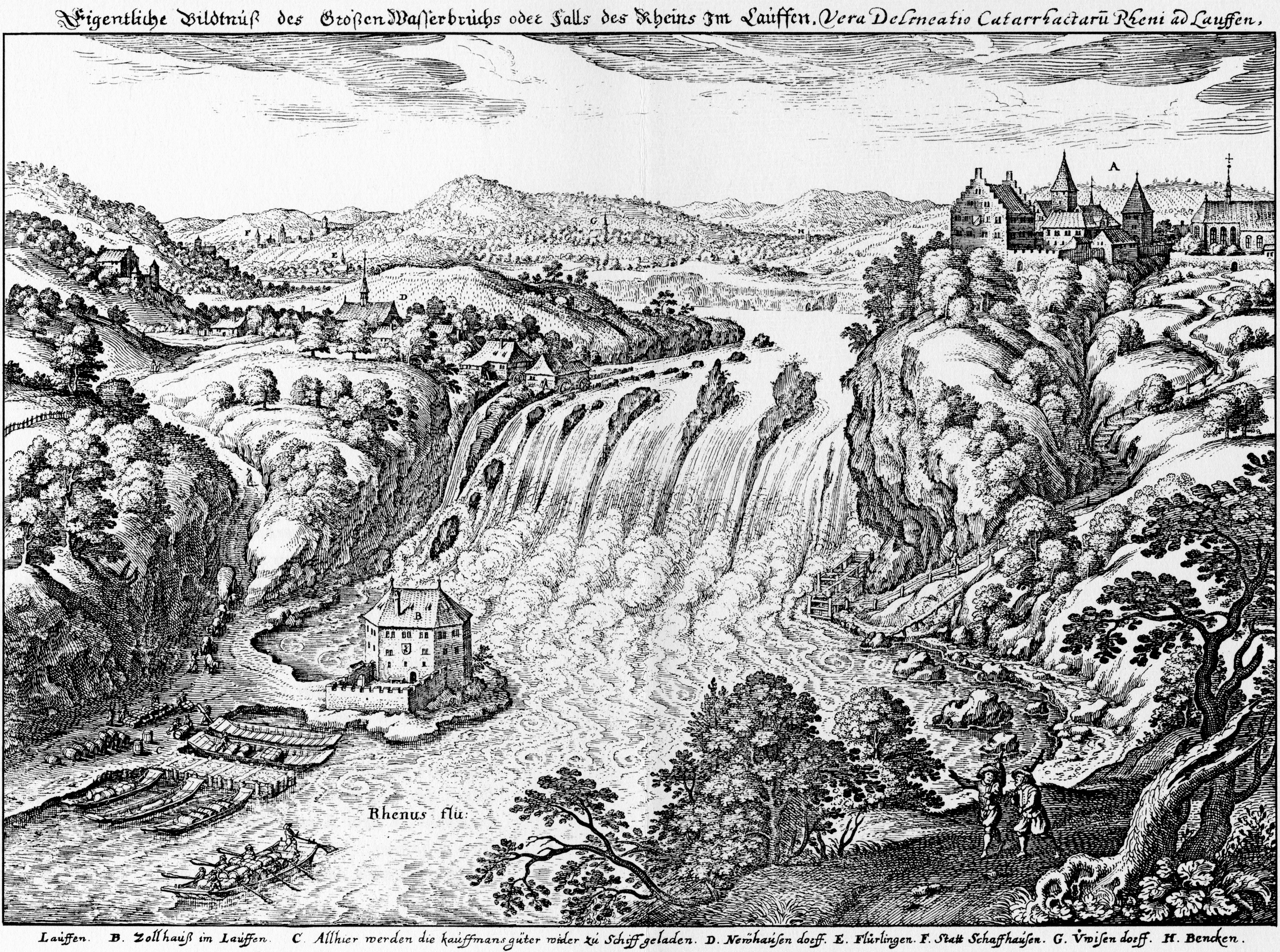
Schloss Laufen am Rheinfall, Residenz des Obervogtes von Laufen

## Galerie der Gerichtsherrensitze des Stadtstaats Zürich

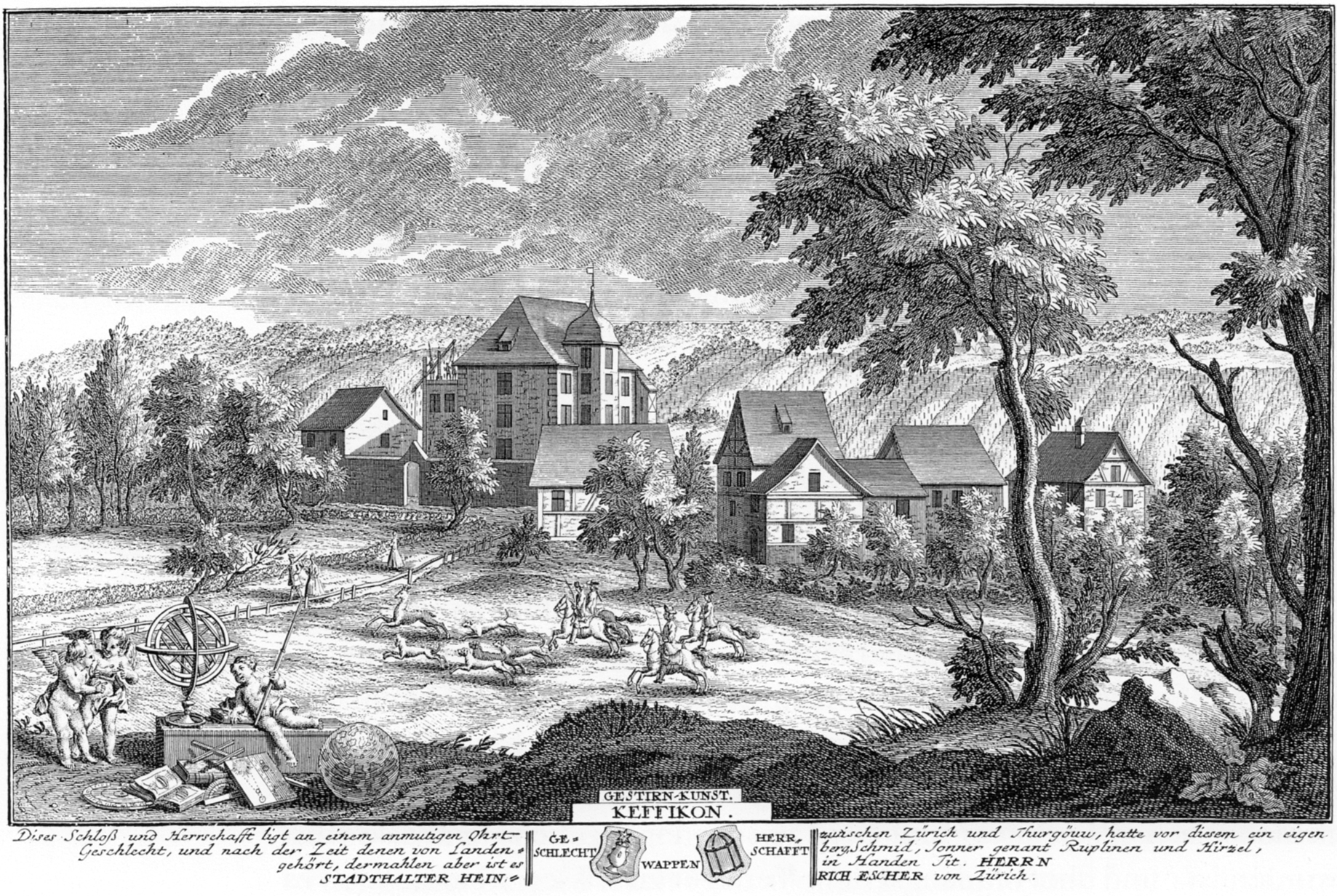
Schloss Kefikon
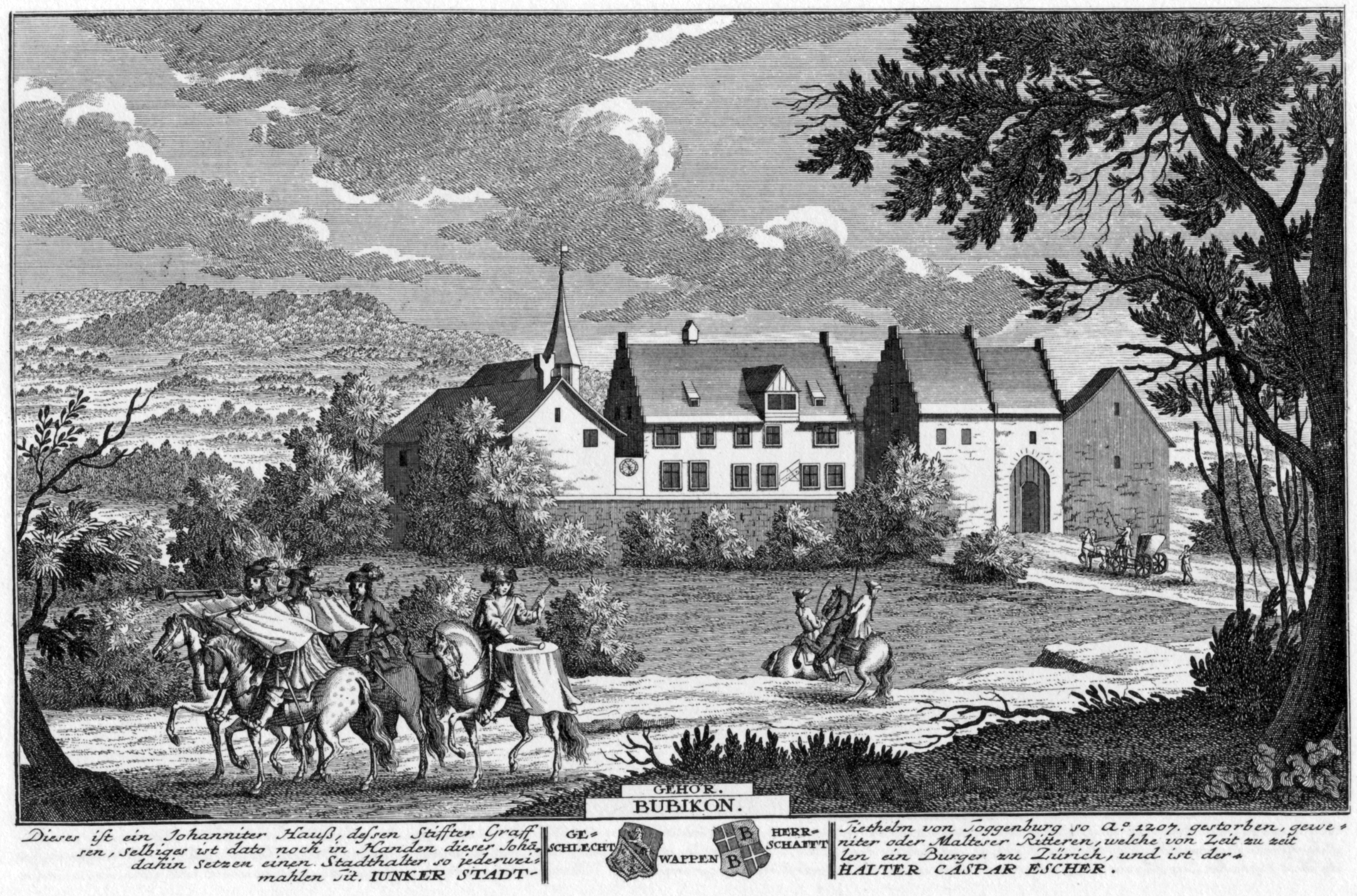
Johanniterkommende Bubikon
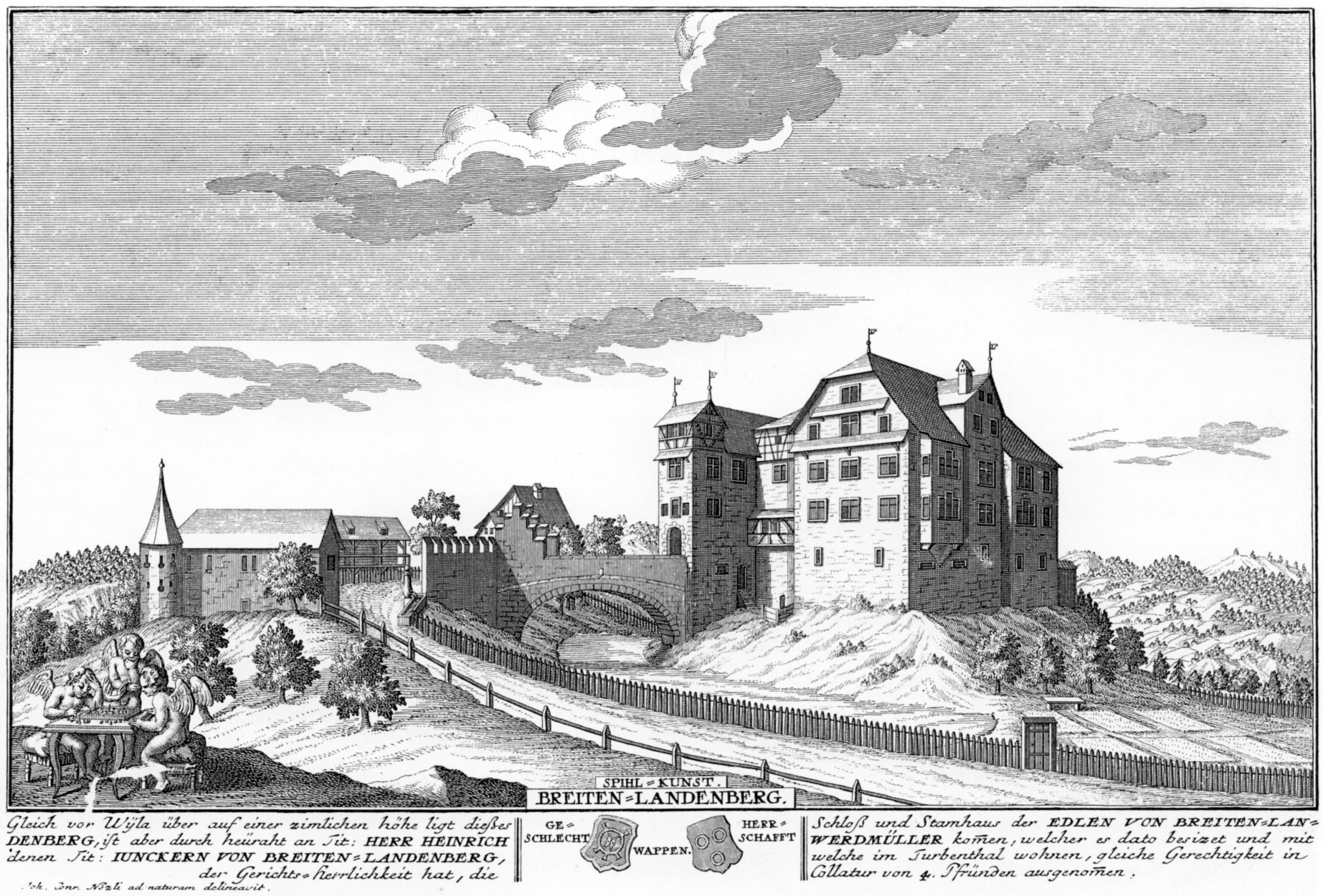
Burg Breitenlandenberg in Turbenthal
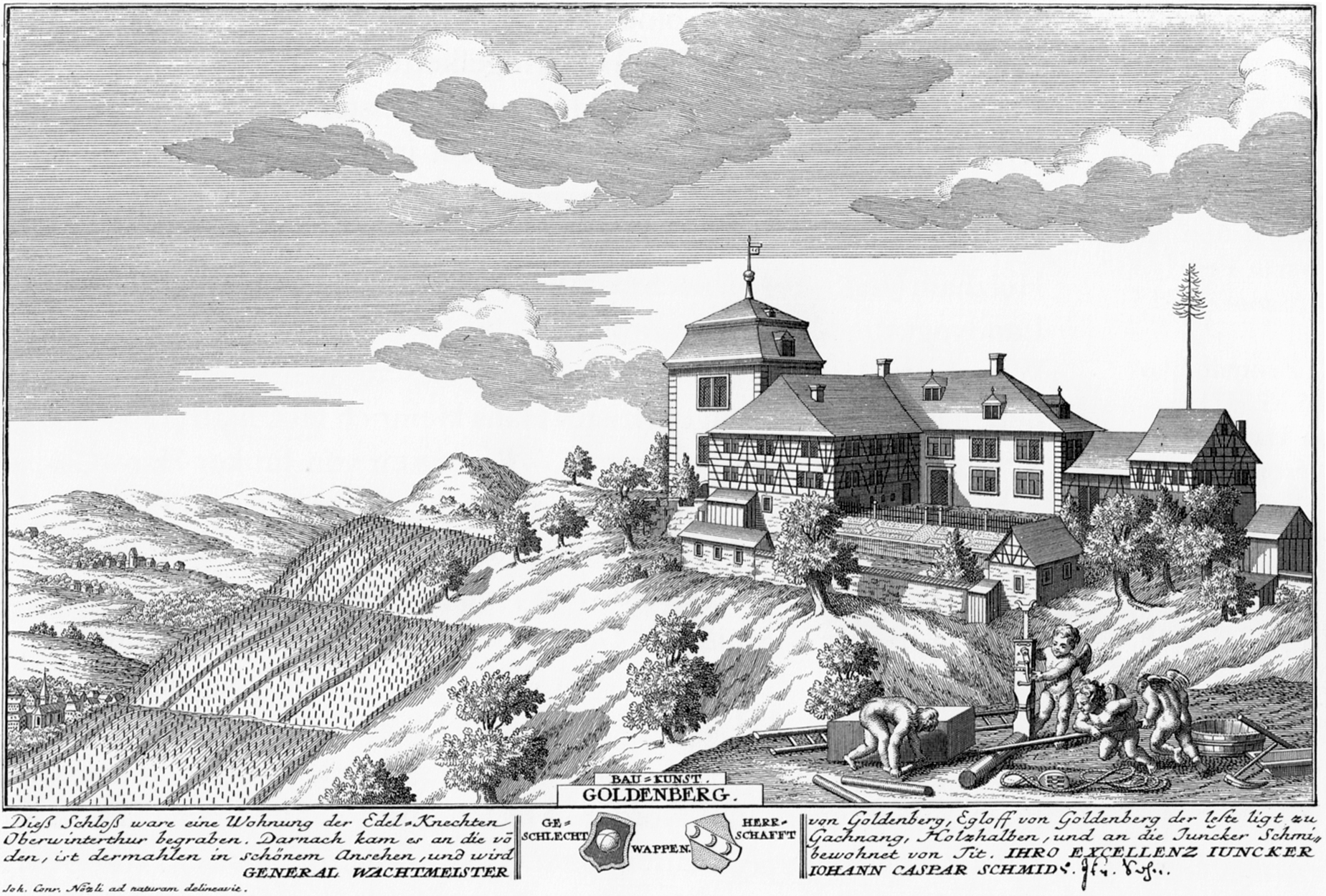
Schloss Goldenberg in Dorf ZH
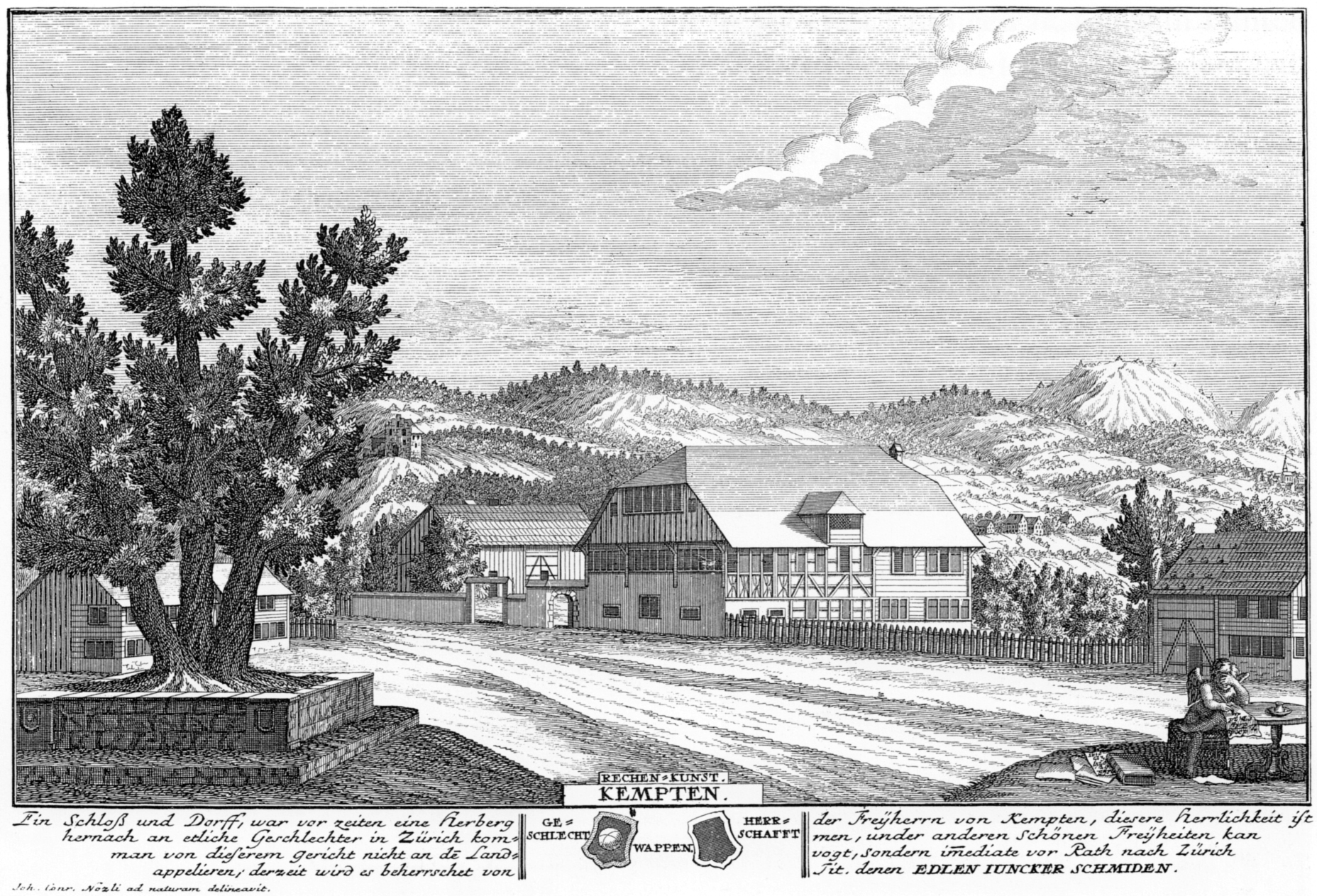
Burg und Unterhaus Kempten in Wetzikon, heute Junkerhaus genannt.

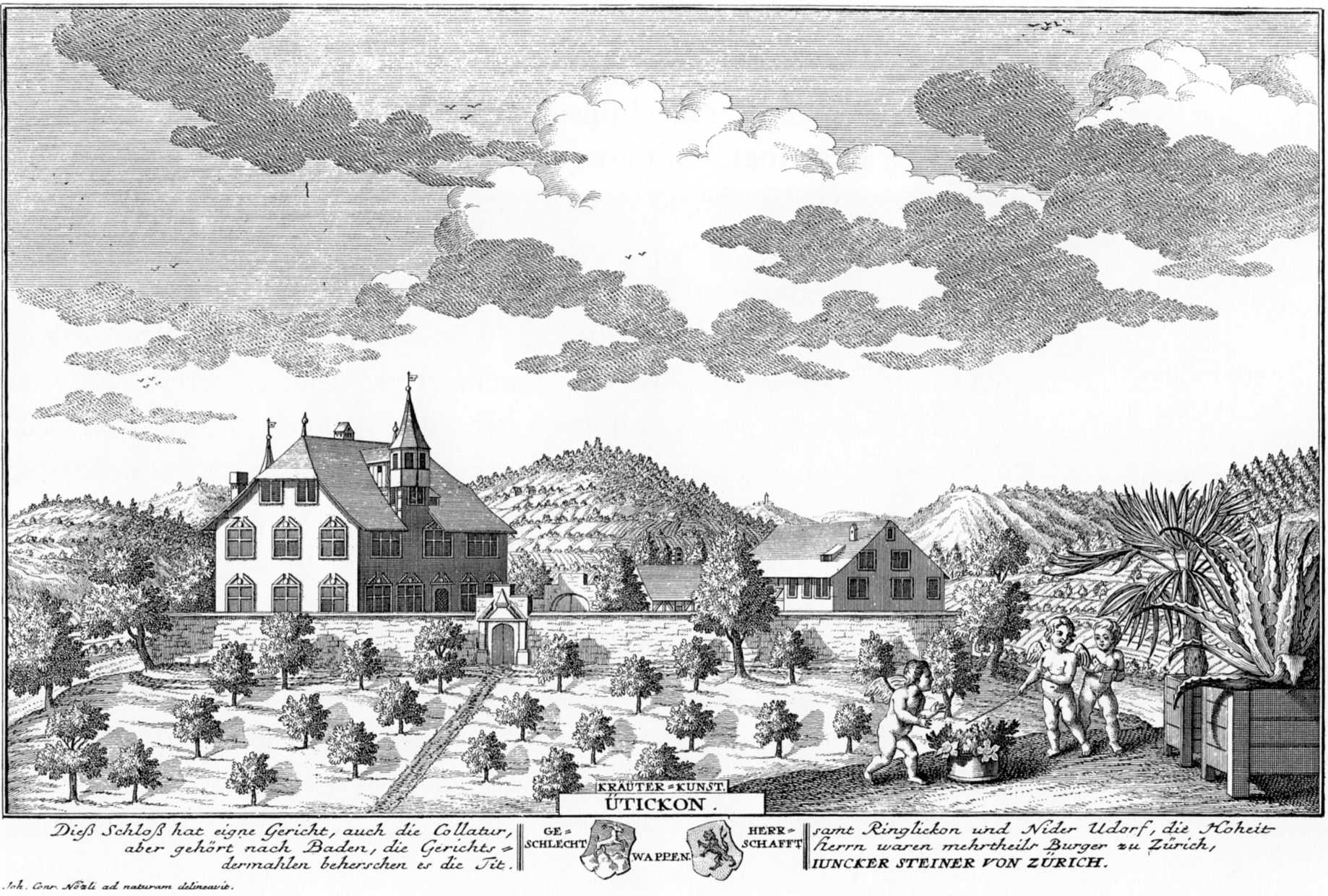
Schloss Uitikon
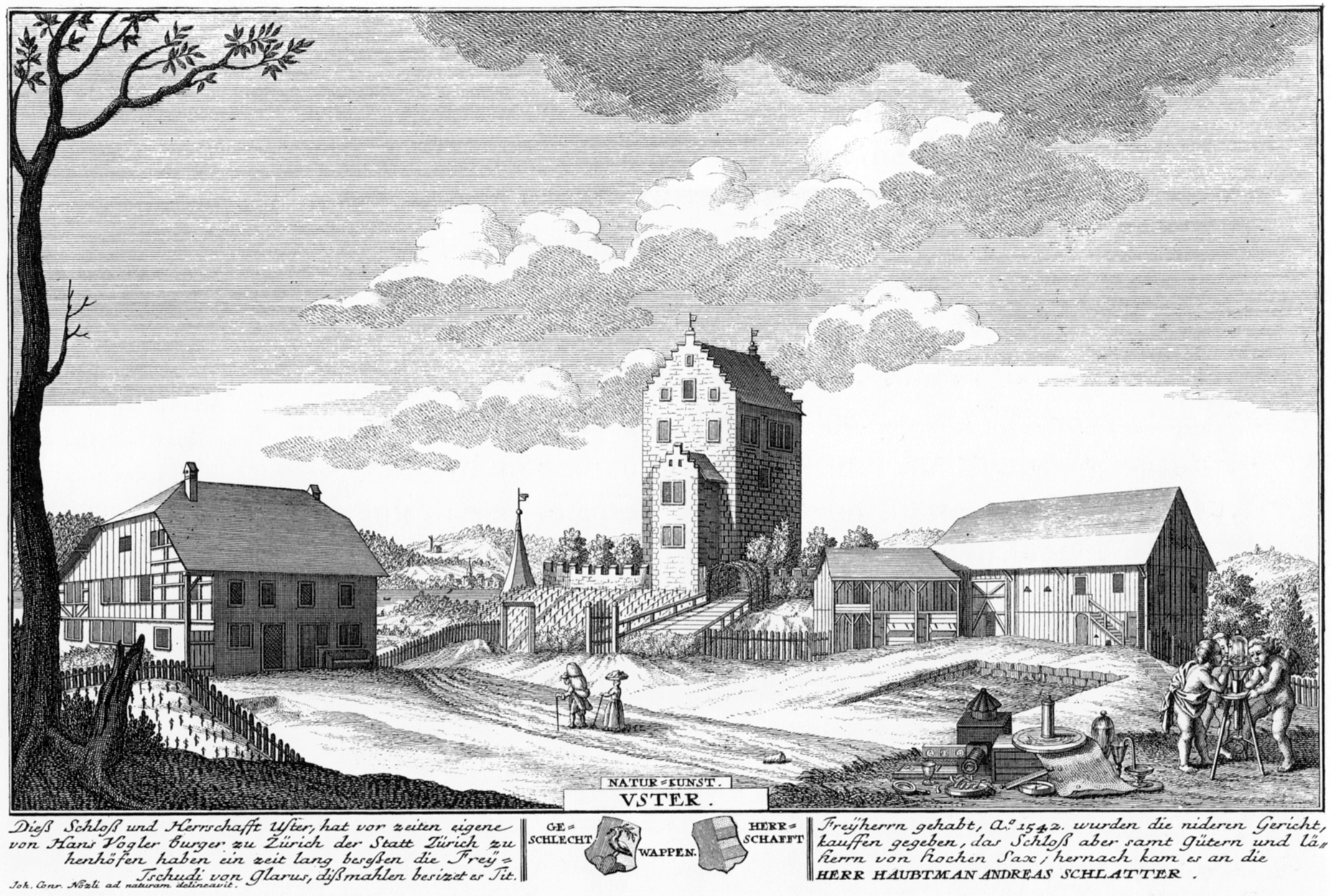
Schloss Uster
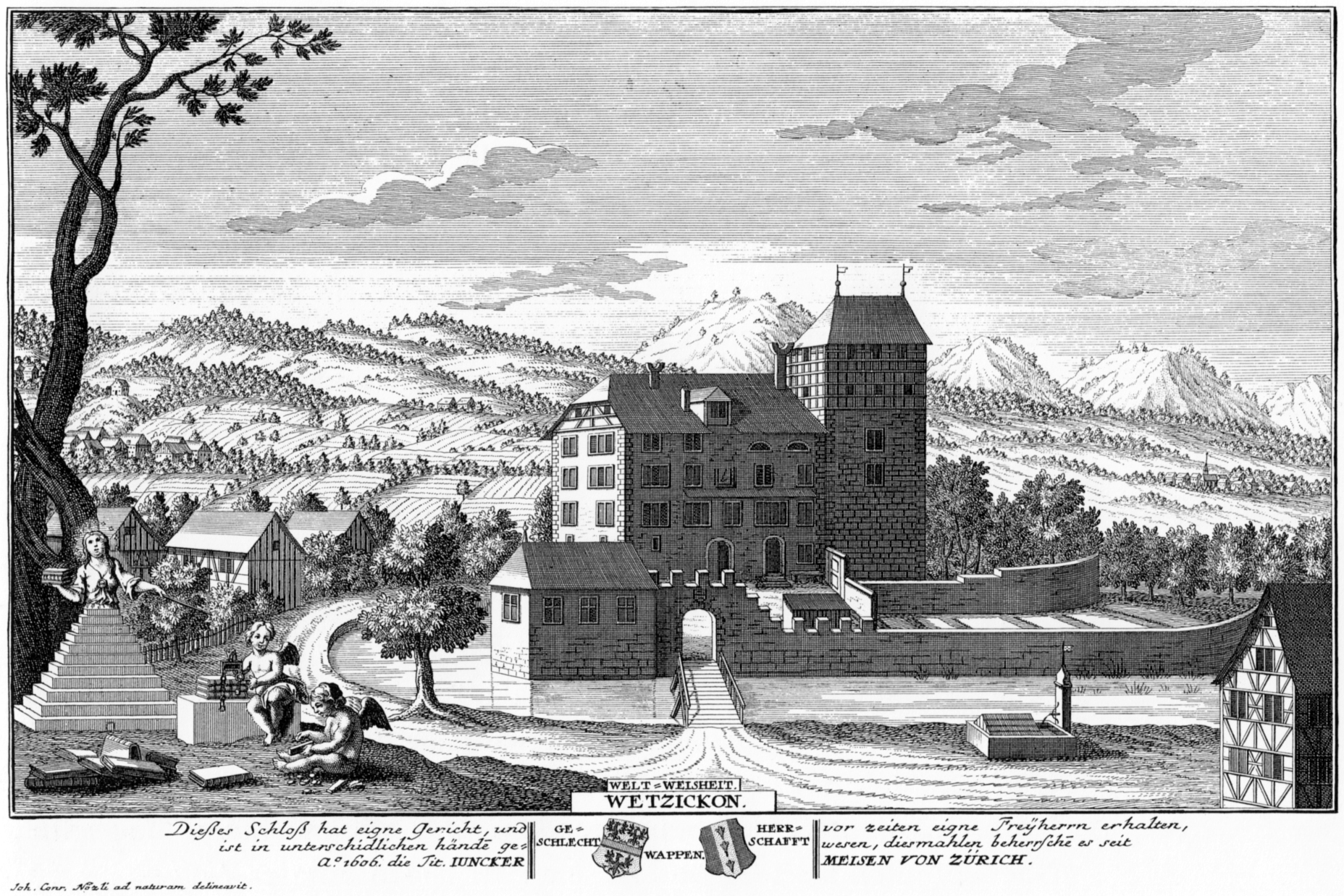
Schloss Wetzikon
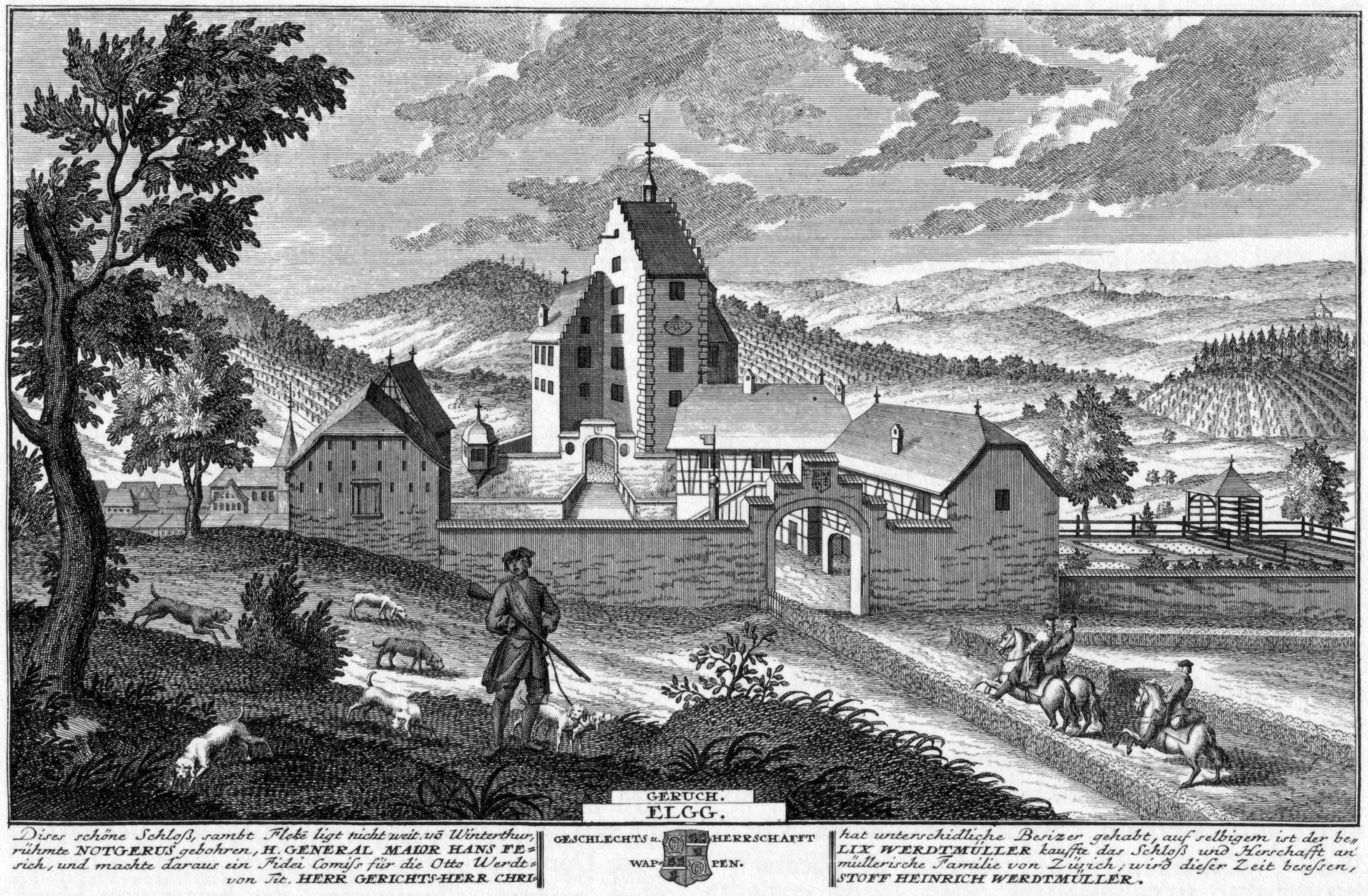
Schloss Elgg

## Galerie der Städte im Herrschaftsgebiet von Zürich

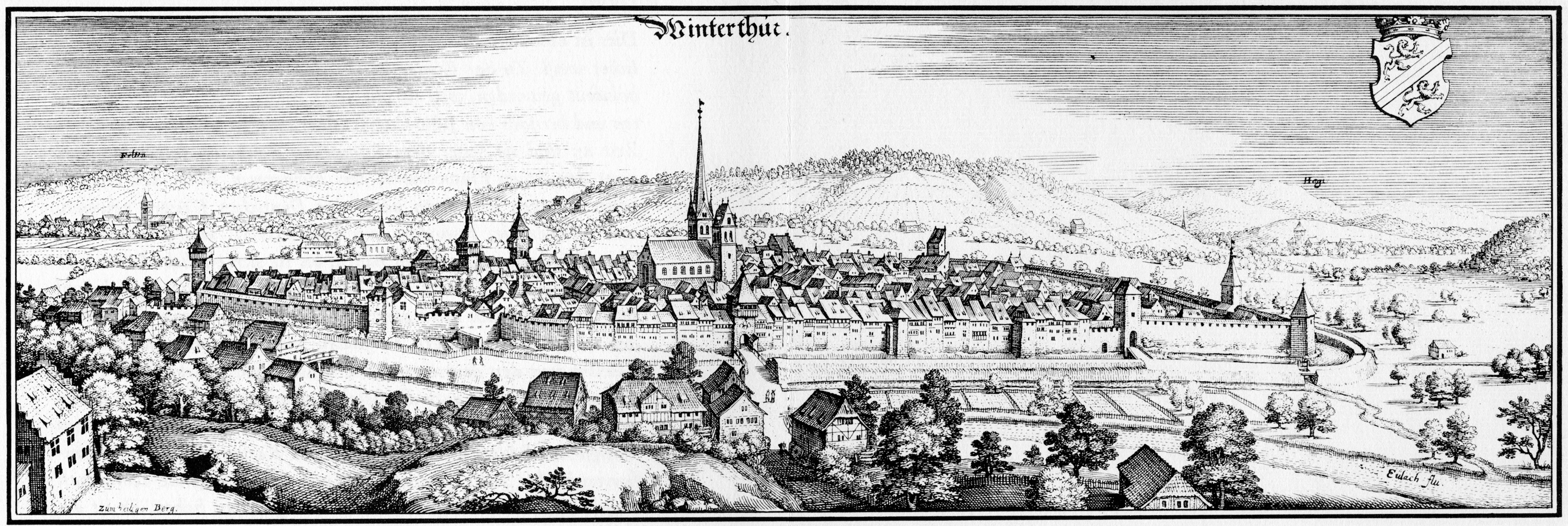
Die Munizipalstadt Winterthur 1642
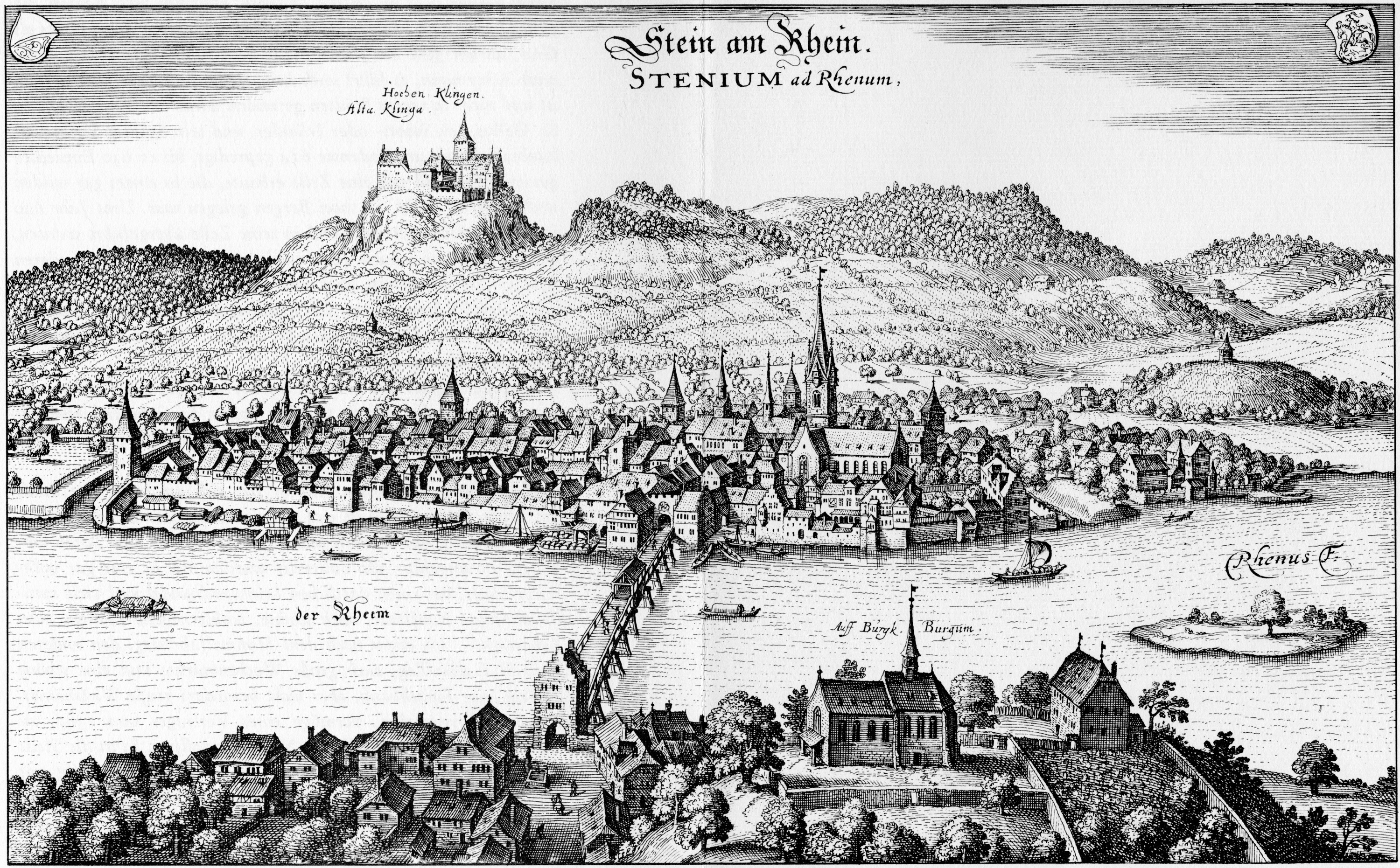
Die Munizipalstadt Stein am Rhein mit der Burg Hohenklingen, 1642